# Parc naturel de Los Volcanes
Ne doit pas être confondu avec Parc national de Timanfaya.
Le parc naturel de Los Volcanes, en espagnol parque natural de Los Volcanes, est un parc naturel d'Espagne situé dans les îles Canaries, sur l'île de Lanzarote. Protégeant les paysages volcaniques de l'île, il entoure le parc national de Timanfaya ouvert sur l'océan Atlantique.